# Lu Chuan
Lu Chuan (nacido el 8 de febrero de 1971) es un cineasta, guionista y productor chino. Su padre, Lu Tianming (陆天明), es un escritor famoso.

## Filmografía
- 2002: The Missing Gun (寻枪, Xún Qiāng)
- 2004: Kekexili: Mountain Patrol (可可西里, Kěkěxīlǐ)
- 2009: City of Life and Death (南京! 南京!, Nánjīng! Nánjīng!)
- 2012: The Last Supper (王的盛宴, Wáng Dè Shèng Yàn)
- 2015: Chronicles of the Ghostly Tribe (九层妖塔, Jiǔ céng yāo tǎ)
- 2016: Born in China

## Premios y distinciones
Festival Internacional de Cine de San Sebastián
| Año  | Categoría     | Película                | Resultado |
| ---- | ------------- | ----------------------- | --------- |
| 2009 | Concha de Oro | Ciudad de vida y muerte | Ganador   |
| 2009 | Premio SIGNIS | Ciudad de vida y muerte | Ganador   |